# Fülöp Ferenc (kémikus)
Fülöp Ferenc (Szank, 1952. február 23. – 2021. július 17.) Széchenyi-díjas magyar kémikus, gyógyszervegyész, egyetemi tanár, a Magyar Tudományos Akadémia rendes tagja. Kutatási területe a szerves kémia, ezen belül a telített heterociklusok szintézise és konformációi, a ciklusos b-aminosavak szintézise, az önszerveződő ß-peptidek szerkezete, alkalmazásai és a felfedező gyógyszerkutatás volt. 1996 és 1997 között a Szegedi Orvostudományi Egyetem Gyógyszeranalitikai Intézete megbízott vezetője, majd 1998-tól a Gyógyszerkémiai Intézet igazgatója volt. 2006-tól a Szegedi Tudományegyetem Gyógyszerésztudományi Karának dékáni feladatait látta el.

## Életpályája
1970-ben érettségizett, majd felvették a József Attila Tudományegyetem Természettudományi Kar vegyész szakára, ahol 1975-ben szerzett diplomát. Ezt követően a Chinoin Gyógyszergyár külső munkatársa, illetve az egyetem szerves kémiai tanszékének kutatója lett. 1978-ban védte meg egyetemi doktori disszertációját. 1981-ben a Szegedi Orvostudományi Egyetem Gyógyszerészeti Vegytani Intézetnek oktatója lett tanársegédi beosztásban. 1983-ban adjunktusi, 1990-ben egyetemi docensi megbízást kapott. 1991-ben kapta meg egyetemi tanári kinevezését. 
1996 és 1997 között a Gyógyszeranalitikai Intézet megbízott vezetőjeként tevékenykedett, 1998-ban kinevezték a Gyógyszerkémiai Intézet igazgatójává. 2000-ben emellett a Szegedi Tudományegyetem Gyógyszerésztudományi Kar egyik dékánhelyettesévé, majd 2006-ban dékánjává választották. Tisztségében 2009-ben és 2012-ben megerősítették. 2005 és 2006 között az egyetem szerves kémiai tanszékének megbízott vezetője is volt. 2002-ben az egyetem Gyógyszertudományi Doktori Iskolájának vezetője lett. 
1997 és 2000 között Széchenyi professzori ösztöndíjjal, 2006-ban Charles Simonyi-ösztöndíjjal kutatott. Magyarországi állásai mellett többször járt külföldi tanulmányúton: 1986 és 1995 között kilenc alkalommal kutatott a Turkui Egyetemen, 1994-ben a Bonni Egyetemen, 1997-ben a glasgow-i St. Andrews Egyetemen.
1983-ban védte meg a kémiai tudomány kandidátusi, 1990-ben akadémiai doktori értekezését. Az MTA Szerves Kémiai Bizottságának lett tagja. 2001 és 2007 között a Magyar Tudományos Akadémia közgyűlésének képviselője volt, majd 2007-ben az akadémia levelező, 2013-ban rendes tagjává választották. 2002 és 2005 között az MTA Gyógyszerész-tudományi Osztályközi Állandó Bizottság elnöke volt. Emellett a több tudományos egyesületben aktív: 1980-tól a Magyar Gyógyszerészeti Társaság, 1979-től a Magyar Kémikusok Egyesülete tagja, utóbbi Csongrád megyei csoportjának 1998 és 2007 között elnöke volt. A Műszaki és Természettudományi Egyesületek Szövetsége Csongrád megyei szervezetének alelnökeként tevékenykedett 2002 és 2006 között. 
Több tudományos szakfolyóirat szerkesztőbizottságába is bekerült: Mini Reviews in Organic Chemistry, Current Organic Synthesis, Letters in Organic Synthesis, The Open Bioactive Compounds. Több mint 470 tudományos publikáció szerzője vagy társszerzője, illetve közel húsz szabadalma van munkatársaival közösen bejegyeztetve. Közleményeit magyar és angol nyelven adta közre.

## Díjai, elismerései
- MTA Zemplén Géza-díj (1983)
- Gábor Dénes-díj (2002)
- Than Károly-emlékérem (2004)
- Ipolyi Arnold-díj (2004)
- Bruckner Győző-díj (2006)
- Hevesy György-díj (2009)
- A Magyar Érdemrend tisztikeresztje (2012)
- Széchenyi-díj (2013)
- Prima díj (2019)[2]

## Főbb publikációi
- A cisz- és a transz-N-metil- és N-benzil-4,5- és 5,6-tetrametilén-tetrahidro-1,3-oxazinok konfiguráció és konformációvizsgálata (társszerző, 1984)
- Ring-chain Tautomerism in 1,3-Oxazines (társszerző, 1987)
- Saturated heterocycles, 161. Synthesis of 2-hydroxycycloalkyl-substituted 1,3,4-oxadiazoles, 1,3,4-thiadiazoles and 1,2,4-triazoles (társszerző, 1990)
- Ring-chain Tautomerism in 1,3-Thiazolidines (társszerző, 1990)
- Recent developments in ring-chain tautomerism. II. Intramolecular reversible addition reactions to the C=N, C.tplbond.N, C=C, and C.tplbond.C groups (társszerző, 1991)
- Ring-chain tautomerism in oxazolidines (társszerző, 1993)
- Recent Developments in Ring-Chain Tautomerism. I. Intramolecular Reversible Addition Reactions to the C=O Group. (társszerző, 1995)
- Approach to highly enantiopure beta-amino acid esters by using lipase catalysis in organic media (társszerző, 1996)
- Classic preconditioning decreases the harmful accumulation of nitric oxide during ischemia and reperfusion in rat hearts (társszerző, 1999)
- High-performance liquid chromatographic enantioseparation of beta-amino acids (társszerző, 2001)
- The chemistry of 2-aminocycloalkanecarboxylic acids (társszerző, 2001)
- cis-2-aminocyclopentanecarboxylic acid oligomers adopt a sheetlike structure: Switch from helix to nonpolar strand (társszerző, 2002)
- Side-chain control of beta-peptide secondary structures - Design principles (társszerző, 2003)
- Application of alicyclic beta-amino acids in peptide chemistry (társszerző, 2006)
- Design of Peptidic Foldamer Helices: A Stereochemical Patterning Approach (társszerző, 2009)
- Building beta-Peptide H10/12 Foldamer Helices with Six-Membered Cyclic Side-Chains: Fine-Tuning of Folding and Self-Assembly (társszerző, 2010)
- Peptidic foldamers: ramping up diversity (társszerző, 2012)
- Kynurenines in the CNS: Recent advances and new questions (társszerző, 2013)